# 33592 Kathrynanna
33592 Kathrynanna este o planetă minoră (asteroid), cu un diametru de 6,779 km, din centura de asteroizi. A fost descoperită pe 10 mai 1999 la Experimental Test Site⁠(d) de Lincoln Near-Earth Asteroid Research. 
Obiectul prezintă o orbită caracterizată de o semiaxă mare de 2,4394743 UAi, o excentricitate de 0,12, o înclinație de 4,30859 ° în raport cu ecliptica.